# Rock’Autostrada Festival
Rock’Autostrada Festival - coroczny festiwal muzyki rockowej odbywający się od 2005 do 2012 roku w Proszówkach.
Początkowo były to plenerowe koncerty, które po dwóch latach, od roku 2005 przekształciły się w cykliczny festiwal zespołów rockowych. Podczas preeliminacji jury (m.in. Marek Piekarczyk, Jerzy Skarżyński, Paweł Mąciwoda) spośród nadesłanych zgłoszeń kwalifikuje do koncertu finałowego 10 zespołów. Po części konkursowej rozpoczyna się druga część imprezy czyli kolejno: koncert laureata poprzedniej edycji, ogłoszenie wyników i koncert finałowy. W poprzednich edycjach w finale występowali Lombard, Agressiva 69, Cameron Vegas, Revolucja, TSA, Mech, Dżem, Oddział Zamknięty, Budka Suflera i Ziyo.
Od roku 2008 festiwal odbywał się w formule dwudniowej. W pierwszym, poza konkursowym dniu pojawiały się głównie zespoły z Bochni, Brzeska i Krakowa.

## Historia występów

### 2005
- Wyniki konkursu: 1. Highway, 2. Futro z Ryby, 3. Bad Obsession
- Występ finałowy: Revolucja, Lombard

### 2006
- Wyniki konkursu: 1. nie przyznano, 2. Krusher, 2. Skafander, 3. Heartsgarage
- Występ finałowy: Cameron Vegas, TSA

### 2007
- Wyniki konkursu: 1. Orange the Juice, 2. Nevim, 3. Onegin
- Występ finałowy: Agressiva 69, Mech

### 2008
- Wyniki konkursu: 1. Snake Charmer, 2. Mrowisko, 3. Sunrise
- Występ finałowy: Orange the Juice, Dżem

### 2009
- Wyniki konkursu: 1. Perihellium, 1. Snow, 2. Chemical Garage, 3. Voltaire
- Występ finałowy: Szkoła Rocka, Oddział Zamknięty

### 2010
- Wyniki konkursu: 1. Czaqu, 2. Gods Gotta Boyfriend, 3. 230 Volt
- Występ finałowy: Nevim, TSA

### 2011
- Wyniki konkursu: 1. Black Jack, 2. Fat Belly Family, 3. Splot
- Występ finałowy: Szkoła Rocka, Budka Suflera

### 2012
- Wyniki konkursu: 1. Clock Machine, 2.Cinemon, 3. Complane
- Występ finałowy: Ziyo